# Robert de Pinho de Souza
Robert de Pinho de Souza mais conhecido como Robert (Candeias, 27 de fevereiro de 1981), é um ex-futebolista brasileiro que atuava como atacante. 

## Carreira
Iniciou sua carreira profissional no Coritiba em 1999, onde ficou até 2000.
Posteriormente, acertou com o Botafogo de Ribeirão Preto em 2001. Em 2001, disputou o Mundial sub-20 com a Seleção Brasileira, marcando 5 gols.
Transferiu-se para o futebol suíço no Servette e acabou voltado para o Brasil no São Caetano em 2002, onde jogou até o meio de 2003, quando acabou indo para Rússia jogar no Spartak Moscovo. Antes do final da temporada no Spartak, ele foi jogar no Kawasaki Frontale e depois o Atlas do México.
Em sua primeira temporada no Atlas, ele marcou 16 gols em 21 jogos durante o Clausura de 2004. Ele repetiu a boa performance no torneio Apertura.
Foi transferido ao PSV, onde ficou até 2005, quando no ano seguinte foi emprestado ao Real Betis. Ainda acumulou passagens por Al-Ittihad, Monterrey,América do México, até chegar ao Palmeiras.

### Palmeiras
Foi contratado pelo Palmeiras em agosto de 2009, vindo do Monterrey por empréstimo.
Em 14 de março de 2010, Robert foi muito importante na vitória do Palmeiras sobre o rival Santos. Robert vinha sendo muito criticado pela torcida palmeirense pela falta de gols. Nessa partida, o Santos abriu uma vantagem de 2 a 0 sobre o Palmeiras, que não se amedrontou e teve raça para buscar o resultado. Aos 41' do 1º tempo, numa cobrança de falta Robert marcou de cabeça, 1 minuto depois, ele recebeu um cruzamento rasteiro e chutou firme no canto do gol, empatando a partida. Aos 12" do 2º tempo, Diego Souza virou o jogo. Porém, aos 35 minutos, Madson do Santos, empatou novamente a partida num chute cruzado. Mas Robert estava em campo, e num chute de fora da área, aos 42 minutos da etapa final, acertou o ângulo direito e fez o gol da vitória. Do inferno ao céu em 90 minutos, Robert ganhou da torcida palmeirense a alcunha de "Blade do Palestra", referente à sua nítida semelhança com o ator Wesley Snipes, eternizado nos cinemas no papel do vampiro caçador de vampiros, Blade. 
Saída conturbada
Em 18 de maio de 2010, Robert teve sua saída oficializada pelo Palmeiras em virtude de uma discussão com Antonio Carlos Zago (então técnico do Palmeiras), na qual ele teria voltado de uma festa embriagado após o horário estipulado. Especulações da mídia esportiva chegaram a falar em agressão, mas o fato foi negado por ambas as partes.
O jogador foi devolvido ao Monterrey, do México, que era dono dos seus direitos federativos. Robert vinha, curiosamente, como artilheiro alviverde da temporada, com 14 gols (dez no Paulistão e quatro na Copa do Brasil).

### Cruzeiro
No dia 3 de junho de 2010 foi anunciado como novo reforço do Cruzeiro, para a disputa do Campeonato Brasileiro 2010. Em 14 de julho, o jogador estreou pela equipe mineira com um gol na vitória sobre o Atlético-PR, por 2 a 0, na Arena da Baixada, em Curitiba, em jogo válido pelo Campeonato Brasileiro.

### Bahia
No dia 17 de fevereiro de 2011, foi anunciado como novo reforço do Bahia, emprestado pelo Monterrey até o final de 2011. No dia 27 de março de 2011 marcou o seu único gol com a camisa do clube, na vitória contra o Bahia de Feira por 3x0.
Devido ao desempenho ruim, no dia 26 de abril a diretoria do Bahia anunciou que não pretendia contar com o jogador para o Campeonato Brasileiro. No dia 6 de maio de 2011 Robert acertou sua saída do clube.

### Avaí
Em meio a uma péssima campanha e com o risco iminente de rebaixamento para a Série B do Campeonato Brasileiro. Foi com este clima, que Robert foi anunciado como reforço do Avaí no dia 23 de setembro de 2011. Fez sua estreia pelo time, na vitória sobre o Atlético Paranaense na Ressacada por 3 a 0 no dia 9 de outubro de 2011. Neste jogo Robert entrou em campo aos 31 minutos do segundo tempo, substituindo o seu companheiro de equipe Rafael Coelho.
Marcou o seu primeiro gol pelo Avaí no dia 22 de outubro de 2011, no jogo em que o Avaí venceu o Botafogo na Ressacada por 3 a 2 pela 31ª Rodada do Campeonato Brasileiro. Robert aproveitou o rebote do goleiro Jefferson do Botafogo no chute de seu companheiro Lincoln, e fez o gol da vitória do time.
Após apenas 3 jogos disputados e 1 gol marcado, Robert amargou junto com o Avaí o rebaixamento do Campeonato Brasileiro e foi dispensado um dia após o último jogo do time.

### Boa Esporte
Em agosto de 2013, foi contratado pelo Boa Esporte.

### Fortaleza
Em setembro de 2013, foi anunciado pelo Fortaleza para sequência do Campeonato Brasileiro da Série C.

### Vitória
Em 18 de junho de 2015 foi contratado pelo Vitória junto ao Sampaio Corrêa. Já no primeiro BA-VI de sua carreira precisou de apenas 10 minutos, quando entrou no final da partida, para estrear como atacante do Vitória, acertando um belo chute de fora da área e fechando a goleada com o quarto gol do Vitória sobre o Bahia. Deixou o Vitoria para ser apresentado pelo Paraná Clube. 

### Paraná Clube
Deixou o Vitoria para ser apresentado pelo Paraná Clube, em maio de 2016, onde prometeu 20 gols na Série B. Sem cumprir promessa, Paraná Clube rescindiu com Robert.

## Títulos
Coritiba
- Campeonato Paranaense: 1999

PSV Eindhoven
- Eredivisie: 2004–05, 2005–06
- Copa KNVB: 2005

Sampaio Corrêa
- Super Copa Maranhão: 2015

Vitória
- Campeonato Baiano: 2016

## Artilharias
Atlas Guadalajara
- Campeonato Mexicano (Clausura): 2004 - (32 gols)

Fortaleza
- Campeonato Cearense: 2014 - (21 gols)